# Кашинский кремль
Кашинский кремль — историческое ядро города Кашина Тверской области.

## История
Согласно археологическим данным, древний Кашин возник на рубеже XII—XIII веков. Зимой 1238 года город пал под натиском монголов, а в 1288 году выдержал осаду со стороны великого князя владимирского Дмитрия Александровича. При князе Василии Михайловиче в Кашинском кремле был заложен Успенский монастырь, в котором монашествовала его мать Анна Кашинская. В 1328 году Кашин был разорён войском татар и московского князя Ивана Калиты. В 1392 году деревянный Кашинский кремль сгорел и был построен заново. К середине XV века Кашин запустел, но затем его укрепления «великий град» снова были восстановлены. В 1452 году новую крепость безуспешно осаждал Дмитрий Шемяка. После присоединения Тверского княжества к единому Русскому государству при Иване III в Кашинском кремле была возведена первая каменная постройка — Воскресенский собор.
В 1609 году Кашин был взят штурмом сторонниками Лжедмитрия II, но вскоре был освобождён войском Михаила Скопина-Шуйского. В 1612 году он был вновь опустошён польско-литовскими интервентами. После окончания Смутного времени Кашинский кремль был срублен заново. В 1661 году его стены и башни были отремонтированы градодельцем Иваном Тютчевым. В 1676 году кремль был наполовину уничтожен крупным пожаром. После этого он был в очередной раз восстановлен. Согласно Переписной книге 1709 года он вновь обветшал, в связи с чем был полностью разобрам в первой половине XVIII века. Земляные валы кремля сохранились до наших дней, рвы были засыпаны в 1813 году. Сегодня на территории кремля находятся новый Воскресенский собор (1796—1804), колокольня и трапезная, а также здание казначейства. До XX века здесь стоял также Успенский собор, однако он был снесён большевиками.

## Описание
Кремль находился на высоком (до 30 м) перешейке в петле, образованной рекой Кашинкой. С северо-восточной и юго-западной сторон его защищали крутые берега реки. Северо-западнее находился заключённый в речную петлю посад, от которого кремль отделяли вал и ров. С юго-восточной стороны кремль соседствовал с Духовской горой, от которой также был отделён валом и рвом. У кремля была рубленая стена длиной около 997 м, имевшая 15 башен. Трое из них были проездными (Воскресенская, Архангельская и Духовская), остальные — глухими. Из Тайницкой башни к реке вёл тайник, служивший для водоснабжения. В XVII веке в кремле находились два каменных храма (Воскресенский начала XVI века и Успенский 1664—1672 годов), а также каменная палатка для пороховой «казны» и различных воинских запасов. Наряду с ними в кремле находились каменные постройки — приказная изба, дворы архиепископа, соборных попов, служилых и посадских людей, осадные дворы монастырей, местных дворян и детей боярских. Духовская гора, превосходящая возвышенность, на которой стоял кремль, являлась своего рода предградьем. Она была обнесена острожной стеной на земляном валу длиной 320 м и высотой до 6,5 м, однако не имела практически никаких построек кроме деревянного Свято-Духова монастыря. Всего укреплённая площадь составляла около 8 га. Вокруг кремля, являвшегося ядром города, располагались различные слободы.